# Macrolabis
Macrolabis är ett släkte av tvåvingar. Macrolabis ingår i familjen gallmyggor.

## Dottertaxa tillMacrolabis, i alfabetisk ordning[1]
- Macrolabis achilleae
- Macrolabis aconiti
- Macrolabis aegopodiicola
- Macrolabis alatauensis
- Macrolabis alnicola
- Macrolabis altaicus
- Macrolabis americana
- Macrolabis aquilegiae
- Macrolabis bedeguariformis
- Macrolabis brunellae
- Macrolabis buhri
- Macrolabis calophacae
- Macrolabis chamaecytisicola
- Macrolabis cirsii
- Macrolabis cotoneasteris
- Macrolabis delphinii
- Macrolabis dulcamarae
- Macrolabis euphorbiae
- Macrolabis floricola
- Macrolabis heraclei
- Macrolabis hieraciflorae
- Macrolabis hieracii
- Macrolabis hippocrepidis
- Macrolabis holosteae
- Macrolabis incognita
- Macrolabis incolens
- Macrolabis ivashczenkoae
- Macrolabis jaapi
- Macrolabis lamii
- Macrolabis laserpitii
- Macrolabis leontopodii
- Macrolabis linii
- Macrolabis lonicerae
- Macrolabis lutea
- Macrolabis mali
- Macrolabis markakolicus
- Macrolabis marteli
- Macrolabis orobi
- Macrolabis pavida
- Macrolabis pedicularidis
- Macrolabis pilosellae
- Macrolabis podagrariae
- Macrolabis polemonii
- Macrolabis pratorum
- Macrolabis ptarmicae
- Macrolabis rhodophila
- Macrolabis rubiae
- Macrolabis ruebsaameni
- Macrolabis saliceti
- Macrolabis scrophulariae
- Macrolabis solidaginis
- Macrolabis sorbariae
- Macrolabis stellariae
- Macrolabis swertiae
- Macrolabis taraxaci
- Macrolabis thalictri
- Macrolabis viciae
- Macrolabis vicicola